# Anuroctonus
Anuroctonus  es un género de escorpiones de la familia Chactidae.

## Distribución
Las especies de este género se distribuyen por los Estados Unidos en California, Nevada, Utah, Idaho, y en México en la Baja California.

## Especies del género
Para el género Anuroctonus se han  descrito las siguientes especies: 
- Anuroctonus pococki Soleglad & Fet, 2004[4]
- Anuroctonus phaiodactylus (Wood, 1863)[5]